# Daniel Campos (Fußballspieler, 1981)
Daniel Lorenzo Campos Reyman (* 17. Juli 1981 in Concepción) ist ein ehemaliger chilenischer Fußballspieler.

## Karriere

### Verein
Daniel Campos begann seine Karriere 2000 bei Deportes Concepción, wo er bereits in der Jugend gespielt hatte. 2001 wurde er an Stadtrivale Universidad de Concepción verliehen und kehrte anschließend zu Deportes zurück. Nach dem Abstieg aus der Primera División 2002 wechselte er zur Clausura 2003 zum CD Huachipato. Nach zwei Leihstationen im Jahr 2005 ging er nach Indonesien zu Persmin Minahasa, bei dem er auf Landsmann Jorge Toledo traf. Nach einem Jahr kehrte er nach Chile zurück und schloss sich Fernández Vial an. Nach zwei weiteren Stationen bei Deportes Copiapó und Unión La Calera spielte er in Norwegens dritter Liga beim IL Varegg. 2012 lief er erneut für Fernández Vial in der Tercera A auf.

### Nationalmannschaft
Campos nahm mit der U20-Nationalmannschaft 2001 an der Junioren-Weltmeisterschaft teil. Chile schied in der Gruppenphase als Letzter aus. Wenige Tage vor der Abreise zur Weltmeisterschaft nach Argentinien waren acht Spieler der jungen La Roja in einem Bordell vorübergehend verhaftet worden, darunter auch Salgado. Nach dem Turnier wurden alle betroffenen Spieler für drei internationale Spiele gesperrt.